# Выпаривание
Выпаривание — это метод химико-технологической обработки для выделения растворителя из раствора, концентрирования раствора, кристаллизации растворенных веществ. Иногда выпаривание проводят до получения насыщенных растворов, с целью дальнейшей кристаллизации из них твёрдого вещества.
Выпаривание широко применяется в химической промышленности. Производство многих продуктов проходит в жидкой фазе, в виде суспензий и эмульсий, а для получения целевого продукта жидкую фазу следует удалить. Наиболее простым и производительным способом является тепло- и массообмен. Выпаривание принципиально отличается от испарения тем, что при выпаривании обычно осуществляется частичное удаление растворителя из всего объёма раствора при его температуре кипения, а испарение происходит с поверхности раствора при любых температурах ниже температуры кипения.

## Технология
Выпаривание чаще всего производится при повышенной температуре, иногда при кипении, и/или под вакуумом. На испарение растворителя расходуется тепловая энергия, которую следует подводить извне. Выпаривание — это достаточно энергоёмкий процесс. Минимальное общее (без учета потерь) количество энергии, которую необходимо затратить для выпаривания прямо пропорционально массе, изменению температуры и удельной теплоёмкости материала, подвергаемого выпариванию; удельным теплотам испарения и массам испаряющихся компонентов. 
Скорость подвода энергии и соответственно выпаривания, как правило, ограничивается возможностью локального перегрева и термодеструкции (при выпаривании за счёт подогрева) или переохлаждения с нарушением структуры либо резким падением производительности выпаривания (при выпаривании в вакууме).
Для обхода скоростных ограничений процесса выпаривания применяются различные методы: там, где возможно, производится перемешивание выпариваемого материала; увеличение площади поверхности испарения (например, барботированием жидких сред или уменьшением толщины сублимируемого продукта); обеспечивается подвод энергии со всех доступных сторон (например, путем подсветки сублимируемых в вакууме продуктов); создаётся проток нейтрального носителя, уносящего пары; используют азеотропные смеси с более летучими растворителями. 
- Выпарные аппараты с паровым обогревом
- Вакуум-выпарные аппараты с тепловым насосом тепловой насос
  - вертикальные и горизонтальные цилиндрические выпарные аппараты с обогревом змеевиками или нагревательными рубашками
  - аппараты с внутренними и выносными нагревательными камерами
  - плёночные аппараты
  - аппараты с принудительной циркуляцией

Обогрев производится через стенку аппарата, с помощью змеевиков, в агрессивных средах — барботажем пузырьков газа сквозь раствор, распылением раствора в струе газа.

### Теплоноситель
При температуре ниже 200 °C теплоносителем может быть перегретый водяной пар, выше 200 °C — высококипящие жидкости (масла), топочные газы.
Кипение воды в вакуумном выпарном аппарате происходит при температуре 45 °С
благодаря применению теплового насоса, такие аппараты экономичнее паровых в 5-10 раз.